# Łachów (Sainte-Croix)
Pour les articles homonymes, voir Łachów.
Łachów est une localité polonaise de la gmina et du powiat de Włoszczowa en voïvodie de Sainte-Croix.